# Dodô (calciatore 1992)
José Rodolfo Pires Ribeiro, detto Dodô (Campinas, 6 febbraio 1992), è un calciatore brasiliano, difensore svincolato.

## Carriera

### Club

#### In Brasile
La sua carriera da calciatore professionista inizia nel 2007 quando viene acquistato dal Corinthians per militare nella formazione giovanile. Dopo due stagioni, debutta il 4 marzo 2010 in prima squadra nella partita disputatasi contro il Botafogo.
Dopo 4 presenze si trasferisce in prestito all'Esporte Clube Bahia, club di Salvador, giocando con maggior continuità. Debutta con la maglia dei Tricolor il 6 luglio 2011 nella partita contro l'Avaí. Il 16 novembre subisce un infortunio, la rottura del legamento crociato anteriore, che lo terrà fermo fino a metà del 2012.

#### Roma
Il 3 luglio 2012 passa alla società italiana della Roma, svincolandosi dal Corinthians; l'accordo sottoscritto è di durata quinquennale e prevede il riconoscimento di un milione di euro alla società paulista come premio di formazione. Il 28 ottobre 2012 fa il suo esordio ufficiale con la maglia giallorossa, nella gara persa in casa 3-2 contro l'Udinese. Conclude la sua prima stagione con 15 presenze stagionali. Nella sua seconda stagione totalizza altre 20 presenze tra campionato e Coppa Italia.

#### Inter
L'8 luglio 2014 passa in prestito biennale all'Inter per 1,2 milioni di euro con obbligo di riscatto fissato a 7,8 milioni alla prima presenza ufficiale del giocatore. Esordisce il 20 agosto, segnando contro lo Stjarnan nell'andata dei play-off di Europa League. Realizza un'altra rete nella fase a gironi, in casa del Saint-Étienne.
Il 25 marzo 2015 subisce a Rozzano un intervento di meniscectomia mediale e revisione del legamento crociato del ginocchio sinistro, a cui si era già infortunato gravemente. 

All'inizio della stagione successiva torna in campo, giocando con la squadra Primavera nel Campionato di categoria e con la prima squadra ad ottobre il Trofeo Berlusconi (alza la coppa da capitano) e a novembre il Trofeo San Nicola. Torna a disputare una gara ufficiale il 15 dicembre in occasione di Inter-Cagliari 3-0 di Coppa Italia disputando gli ultimi cinque minuti.

#### Sampdoria
Il 21 gennaio 2016 si trasferisce in prestito secco semestrale alla Sampdoria. Tre giorni più tardi esordisce con la nuova maglia, nella sconfitta per 2-4 contro il Napoli a Marassi, subentrando ad Antonio Cassano al 65º minuto di gioco. Conclude la sua stagione con 17 presenze in Campionato.
Il 18 agosto 2016 viene rinnovato il prestito alla Sampdoria; questa volta il trasferimento è di durata biennale con obbligo di riscatto fissato a 5 milioni di euro a giugno 2018. Il giocatore sceglie di indossare la maglia numero 5 e sigla un contratto quinquennale.

#### I prestiti a Santos e Cruzeiro e il ritorno alla Sampdoria
Dopo esser stato riscattato anticipatamente dai blucerchiati, il 22 febbraio 2018 passa in prestito al Santos fino a fine anno. Colleziona 51 presenze e 1 gol tra campionato, Coppa del Brasile e Coppa Libertadores.
Tornato alla Samp per fine prestito a dicembre, il 23 gennaio 2019 viene ceduto al Cruzeiro con la formula del prestito con obbligo di riscatto. A causa di problemi finanziari della società brasiliana, il suo riscatto è stato cancellato.

#### Atlético Mineiro
Rimasto svincolato, il 5 febbraio 2021 firma per l'Atlético Mineiro.

### Nazionale
Nel 2009 viene convocato nella Nazionale brasiliana Under-17, con cui vince il Campionato sudamericano Under-17 2009 e partecipa al Campionato mondiale di calcio Under-17 2009 dove però non disputa alcuna partita. Sempre nel 2009 e nel 2010 vince con la Nazionale Under-19 la Coppa Sendai.
Il 17 settembre 2014 viene convocato per la prima volta in Nazionale maggiore dal commissario tecnico Carlos Dunga per i match contro Argentina e Giappone, rispettivamente l'11 ed il 14 ottobre e nei quali Dodô resta però in panchina.

## Statistiche

### Presenze e reti nei club
Statistiche aggiornate al 20 maggio 2021.
| Stagione                | Squadra                 | Campionato              | Campionato | Campionato | Coppe nazionali | Coppe nazionali | Coppe nazionali | Coppe continentali | Coppe continentali | Coppe continentali | Altre coppe | Altre coppe | Altre coppe | Totale | Totale |
| Stagione                | Squadra                 | Comp                    | Pres       | Reti       | Comp            | Pres            | Reti            | Comp               | Pres               | Reti               | Comp        | Pres        | Reti        | Pres   | Reti   |
| ----------------------- | ----------------------- | ----------------------- | ---------- | ---------- | --------------- | --------------- | --------------- | ------------------ | ------------------ | ------------------ | ----------- | ----------- | ----------- | ------ | ------ |
| 2009                    | Corinthians             | A1/SP+A                 | 0+4        | 0          | CB              | 0               | 0               | -                  | -                  | -                  | -           | -           | -           | 4      | 0      |
| 2010                    | Corinthians             | A1/SP+A                 | 2+0        | 0          | -               | -               | -               | CL                 | 0                  | 0                  | -           | -           | -           | 2      | 0      |
| 2011                    | Bahia                   | PD/BA+A                 | 11+15      | 1+1        | CB              | 6               | 0               | -                  | -                  | -                  | -           | -           | -           | 32     | 2      |
| gen.-giu. 2012          | Corinthians             | A1/SP+A                 | 0          | 0          | -               | -               | -               | -                  | -                  | -                  | -           | -           | -           | 0      | 0      |
| Totale Corinthians      | Totale Corinthians      | Totale Corinthians      | 6          | 0          |                 | 0               | 0               |                    | 0                  | 0                  |             | -           | -           | 6      | 0      |
| 2012-2013               | Roma                    | A                       | 11         | 0          | CI              | 4               | 0               | -                  | -                  | -                  | -           | -           | -           | 15     | 0      |
| 2013-2014               | Roma                    | A                       | 19         | 0          | CI              | 1               | 0               | -                  | -                  | -                  | -           | -           | -           | 20     | 0      |
| Totale Roma             | Totale Roma             | Totale Roma             | 30         | 0          |                 | 5               | 0               |                    | -                  | -                  |             | -           | -           | 35     | 0      |
| 2014-2015               | Inter                   | A                       | 20         | 0          | CI              | 2               | 0               | UEL                | 6                  | 2                  | -           | -           | -           | 28     | 2      |
| 2015-gen. 2016          | Inter                   | A                       | 0          | 0          | CI              | 1               | 0               | -                  | -                  | -                  | -           | -           | -           | 1      | 0      |
| Totale Inter            | Totale Inter            | Totale Inter            | 20         | 0          |                 | 3               | 0               |                    | 6                  | 2                  |             | -           | -           | 29     | 2      |
| gen.-giu. 2016          | Sampdoria               | A                       | 17         | 0          | CI              | -               | -               | UEL                | -                  | -                  | -           | -           | -           | 17     | 0      |
| 2016-2017               | Sampdoria               | A                       | 7          | 0          | CI              | 2               | 0               | -                  | -                  | -                  | -           | -           | -           | 9      | 0      |
| 2017-feb. 2018          | Sampdoria               | A                       | 0          | 0          | CI              | 0               | 0               | -                  | -                  | -                  | -           | -           | -           | 0      | 0      |
| 2018                    | Santos                  | A1/SP+A                 | 6+36       | 0+1        | CB              | 3               | 0               | CL                 | 6                  | 0                  | -           | -           | -           | 51     | 1      |
| 2019                    | Cruzeiro                | M1/MG+A                 | 4+18       | 0          | CB              | 4               | 0               | CL                 | 2                  | 1                  | -           | -           | -           | 28     | 1      |
| 2020-feb. 2021          | Sampdoria               | A                       | 0          | 0          | CI              | 0               | 0               | -                  | -                  | -                  | -           | -           | -           | 0      | 0      |
| Totale Sampdoria        | Totale Sampdoria        | Totale Sampdoria        | 24         | 0          |                 | 2               | 0               |                    | -                  | -                  |             | -           | -           | 26     | 0      |
| 2021                    | Atlético Mineiro        | M1/MG+A                 | 10+14      | 0+1        | CB              | 3               | 0               | CL                 | 5                  | 0                  | -           | -           | -           | 32     | 1      |
| 2022                    | Atlético Mineiro        | M1/MG+A                 | 3+13       | 0+1        | CB              | 0               | 0               | -                  | -                  | -                  | -           | -           | -           | 16     | 1      |
| gen.-lug. 2023          | Atlético Mineiro        | M1/MG+A                 | 5+1        | 0+0        | CB              | 3               | 0               | CL                 | 6                  | 0                  | -           | -           | -           | 15     | 0      |
| Totale Atletico Mineiro | Totale Atletico Mineiro | Totale Atletico Mineiro | 18+28      | 0+2        |                 | 6               | 0               |                    | 11                 | 0                  |             | -           | -           | 63     | 2      |
| lug.-dic. 2023          | Santos                  | A                       | 18         | 0          | CB              | 0               | 0               | -                  | -                  | -                  | -           | -           | -           | 18     | 0      |
| 2024                    | Santos                  | A1/SP+B                 | 0+0        | 0+0        | CB              | 0               | 0               | -                  | -                  | -                  | -           | -           | -           | 0      | 0      |
| Totale Santos           | Totale Santos           | Totale Santos           | 6+54       | 0+1        |                 | 3               | 0               |                    | 6                  | 0                  |             | -           | -           | 69     | 1      |
| Totale carriera         | Totale carriera         | Totale carriera         | 234        | 5          |                 | 29              | 0               |                    | 25                 | 3                  |             | -           | -           | 288    | 8      |

## Palmarès

### Club

#### Competizioni statali
- Campionato Mineiro: 2

Atlético Mineiro: 2021, 2022

#### Competizioni nazionali
- Coppa del Brasile: 2

Corinthians: 2009
Atlético Mineiro: 2021
- Campionato brasiliano: 1

Atletico Mineiro: 2021

### Nazionale
- Campionato sudamericano Under-17: 1

2009